# 佛朗哥·拉沃拉托里
佛朗哥·拉沃拉托里（義大利語：Franco Lavoratori，1941年3月15日—2006年5月3日），意大利男子水球运动员。他曾代表意大利参加1960年、1964年、1968年和1972年夏季奥林匹克运动会水球比赛。